# Orisaari (ö i Pihtipudas, Saanijärvi)
Orisaari är en ö i Finland. Den ligger i sjön Saanijärvi och i kommunen Pihtipudas i den ekonomiska regionen  Saarijärvi-Viitasaari och landskapet Mellersta Finland, i den centrala delen av landet, 400 km norr om huvudstaden Helsingfors. Öns area är 5,7 hektar och dess största längd är 410 meter i sydöst-nordvästlig riktning.